# Cukrovar Radotín
Cukrovar Radotín je zaniklý průmyslový areál v Praze, který se nacházel před vlakovým nádražím v místech autobusového nádraží, parčíku a přilehlých ulic Věštínská, Zbynická, Nýřanská a Tachovská (Riegrova, Kmochova, Smetanova a Poděbradova).

## Historie
Cukrovar byl založen roku 1872 jako akciová společnost. Brzy se dostal do soukromého vlastnictví, kdy jej měla v majetku rodina Balzarů a pan Muzika. Kolem roku 1888 koupil závod dr. Artur z Wertherů, který jej po první světové válce prodal majiteli cukrovaru z Kutné Hory Tausigovi.
Zpracovávala se zde cukrová řepa ze širokého okolí. Závod se specializoval na výrobu "žlutého krystalu" (pouze surový cukr) a krmiva pro dobytek. Ročně zpracoval průměrně 250 000 centů řepy. V době kampaně v něm pracovalo kolem sta dělníků, celoročně pak na 40 zaměstnanců.
Tausig cukrovar zrušil, právo vařit cukr prodal Svazu cukrovarníků a strojní zařízení pak do Itálie. Pozemek s budovami koupili stavitel Kočí a obchodník Haman. Na části pozemku bývalého cukrovaru bylo vybudováno autobusové nádraží s parčíkem a dvě budovy  Rozvodných závodů elektrických. Zbylá část byla rozparcelována na stavbu obytných domů.